# ババガヌーシュ
ババガヌーシュ（アラビア語: بابا غنوش, 文語アラビア語発音：bābā ghannūsh, バーバー・ガンヌーシュ）は、中東特にアラブ世界のレバント地方やエジプトなどで食されている焼きナスの前菜。

## 概要
ババガヌーシュは、焼きナスをタヒーナ（ゴマのペースト）、オリーブオイル、各種調味料と合わせて作る前菜である。代表的なレシピは以下の通り。
1. 皮をむかずにナスを直火で炙る
2. ナスの皮が真っ黒になり身が柔らかくなったら（はじけるまで待っても良い）、火から下ろして冷ます
3. ナスを冷ます間に、レモン汁、タヒーナ、オリーブオイル、ニンニクを合わせておく
4. 冷めたナスから身を掻き出し、水気を搾り取り、身をフォークなどで潰す
5. 上記3で合わせておいた調味料と、4で潰しておいたナスの身を合わせる
6. 好みでパセリなどのハーブを散らす

香ばしくクリーミーな食感のものが良いとされているため、ババガヌーシュには種の少ない若いナスが適しているとされる。ババガヌーシュは、定番のメゼ（前菜）であり、しばしばホブズやピタとともに食されたり、他の料理に添えられたりもする。

## バリエーション
ババガヌーシュ（バーバー・ガンヌーシュ、バーバー・ガンヌージュ）に類似した食品としてはアラブ料理のムタッバル（متبل, mutabbal, 慣用カタカナ表記例：ムタバル）が挙げられる。ムタッバルはババガヌーシュとは少し異なり、コリアンダーおよびクミンにより風味づけがされている。ペルシア湾地域において、前菜にはこのムタッバルが欠かせず、これがなければ宴会が終えられないとまで言われるほどである。
その他の地域にも、以下のような類似の前菜があり、いずれもその土地の言葉で「ナスのサラダ」と名付けられている。
- トルコには、patlıcan salatası（パトルジャン サラタス）という前菜がある[5]。この料理は焼いて潰したナスに、オリーブオイル、レモン汁、ニンニク、ヨーグルトを加えて作るが、タヒーナその他のナッツペーストや刻んだトマトなどを加えることもある[6][7]。

- イスラエルには、salat ḥatzilimという料理があり、ババガヌーシュのタヒーナの代わりにマヨネーズやヨーグルトを用いて作る[3][8]。刻んだトマトを加える場合もある[9]。

- ギリシャおよびキプロスには、melitzanosalata (μελιτζανοσαλάτα)（メリジャノサラータ）という前菜があり、焼いて潰したナスに、オリーブオイルおよびレモン汁を加えて作る[10][11][12]。

- ルーマニアには、salată de vinete（サラタ　デ　ヴィネテ）という前菜があり、焼いて潰したナスに、食用油、調味料のほか、刻んだ玉ねぎを加えて作る[13]。

## 名称

### アラビア語における表記と発音
アラビア語では通常語末がシュではなくジュになる表記が一般的である。
بابا غنوج
文語アラビア語発音：bābā ghannūj, バーバー・ガンヌージュ
口語アラビア語発音：bāba ghannūj, バーバ・ガンヌージュ
エジプト首都カイロ周辺方言：bāba ghannūg, バーバ・ガンヌーグ
また「バーバー・ガンヌージュ」に比べ数は少ないものの語末がシュとなる
بابا غنوش
文語アラビア語発音：bābā ghannūsh, バーバー・ガンヌーシュ
口語アラビア語発音：bāba ghannūsh, バーバ・ガンヌーシュ
で呼ぶ地域も併存しており、英語圏で多用されているこの料理の名称「Baba ghanoush」や日本語カタカナ表記などはこちらに由来する。
また、1語目をアラビア語で「～の父、父親；～を持つもの、～がついているもの、～が入っているもの」といった語義を有する أَبُو（abū, アブー）に置き換わっている أبو غنوج（abū ghannūj, アブー・ガンヌージュ）が使われることもある。
シリア北部アレッポについてまとめた百科『アレッポ比較事典』（موسوعة حلب المقارنة, Mawsūʿat Ḥalab al-Muqārana(h), マウスーアト・ハラブ・アル＝ムカーラナ）によると、同地域の場合はアラブ系住民が أبو غنوج（abū ghannūj, アブー・ガンヌージュ）、アルメニア系住民が بابا غنوج（bābā ghannūj, バーバー・ガンヌージュ）という名称を用いるという違いが見られたという。

### 日本語カタカナ表記
元のアラビア語発音では「バーバー・ガンヌーシュ」や口語的に語末長母音が短母音化した「バーバ・ガンヌーシュ」と読まれるが、日本語カタカナ表記では長母音を省略したり、「nn」と子音が連続している部分を「n」に置き換えたりしたババ・ガヌーシュ、ババ・ガヌシュ、さらには「・」を用いず2語をつなげて表記したババガヌーシュ、ババガヌシュといった揺れが見られる。
また、多用されている方のアラビア語名称「バーバー・ガンヌージュ」ないしは「バーバ・ガンヌージュ」に即したババ・ガンヌージュ、ババ・ガヌージュ、ババガンヌージュ、ババガヌージュも用いられている。
さらにエジプトのカイロ方言等での発音に即したババガンヌーグ、ババガヌーグなども見られる。
このうち、日本では特に本ページ名ともなっているババガヌーシュが多用されている。

### 語源
この料理のアラビア語名に含まれる1語目
بابا
文語アラビア語発音：bābā, バーバー
口語アラビア語発音：bāba, バーバ
は現代アラブ諸国において幼児語の「お父さん、パパ」や「（キリスト教の）法王、教皇」を指すものとして用いられているが、外来語であり中世のアラビア辞典類には掲載されていない語である。
「バーバーはアラビア語固有の"お父さん"である」という説も存在するが、バーバーやマーマー自体は世界各地の乳幼児における典型的な初語であり、
- アラビア語辞書に掲載が無い
- アジア地域では同じ響きの語があったことからペルシアやインドといった近接地域との人的往来によって移入した可能性はあり得る
- かつてのアラビア半島口語詩（ナバティー詩）にお父さんという意味で بابا（bābā, バーバー）が使われている事例が見当たらない
- アラビア半島のアラブ人についてはお父さんという意味で بابا（bābā, バーバー）、お母さんという意味で ماما（māmā, マーマー）を使いだしたのは近現代になってからで、レバント地方やエジプトのアラブ人たちの影響、特にエジプトメディアの影響を受けたためだった

ことから、お父さんという意味の「バーバー」という語はアラビア語由来でない外来語だと考えるのが妥当だと解説するアラビア語専門家もいる。
2語目の
غَنُّوج（ghannūj, ガンヌージュ）
はレバント地方近辺の口語アラビア語（方言）において一般名詞・形容詞としては「あだっぽい、コケティッシュな、異性の気を引こうとするような仕草・表情の、女たらしの（人）」、「甘やかされた、好きなまま・欲しいがままにスポイルされた（人）」といった意味を持つが、当料理名では由来となった男性の名前ないしは通称だと説明されることが多い。
これらの2語を組み合わせてできた料理名の意味や由来は定かではなく、多くの説や逸話が流通している。
- 【アラブ諸国で由来として特に流通している逸話】紀元1世紀にレバント地方に実在し人々に敬愛されたキリスト教司祭の名前 البابا غنوج（文語発音： al-bābā ghannūj, アル＝バーバー・ガンヌージュ、「ガンヌージュ父様」の意） が由来。弟子の一人が彼のために作って出したが、高潔な人格者だった司祭は独り占めして食べることを拒否。皆で分け合って食べたところその美味しさが好評を得て、以後司祭の名で呼ばれるようになった。[20][21][22]
- 女性よりも男性が好んで食べる料理なので「父さん、親父さん」という意味の بابا （文語発音：bābā, バーバー、口語発音：bāba, バーバ）がついている。[20]
- かつて بابا غنوج（文語発音：bābā ghannūj, バーバー・ガンヌージュ、口語発音：bāba ghannūj, バーバ・ガンヌージュ）と呼ばれていた男性がおり、この料理を作っては地域住民や地元料理店などに配っていたことから彼の名前がついた。[20]
- 王宮でこの料理を考案した人物が「甘やかされた親父」といった意味の通称 بابا غنوج（文語発音：bābā ghannūj, バーバー・ガンヌージュ、口語発音：bāba ghannūj, バーバ・ガンヌージュ） で呼ばれていたことにちなむ。[14]
- 「甘やかされた男性、甘やかされた父さん」というのは当時の権力者であるスルターンのことで、周囲からちやほやされ、女性たちから愛情の印としてやご機嫌取りのために捧げられていた料理だったことを示唆している。[23]

その他、欧米で発行された書籍では、歯のない父親が食べやすいようにとババガヌーシュを発明したという話、実在の男性ではなくナスを指す比喩だったのか定かではない、といった見解が紹介されるなどしている。